# ان‌جی‌سی ۱۲۱
ان‌جی‌سی ۱۲۱ (به انگلیسی: NGC 121) یک خوشه ستاره‌ای کروی با قدر ظاهری ۱۱٫۲ است که در صورت فلکی توکان قرار دارد.